# Râul Fizeș, Bârzava
Râul Fizeș este un afluent al râului Bârzava. 

## Hărți
- Harta Județului Caraș-Severin